# مقاطعة إيجيسو-جوابين المحلية
مقاطعة إيجيسو-جوابين المحلية (بالإنجليزية: Ejisu-Juaben Municipal District)‏ هي district of Ghana تقع في غانا في Ejisu. يقدر عدد سكانها بـ — نسمة ومساحتها 637 كم2 .